# Franck Picard
Pour l’article ayant un titre homophone, voir Franck Piccard.
Pour les articles homonymes, voir Picard (homonymie) et Francard.
Franck Picard, également connu sous les pseudonymes de Francard et d'Icar, est un dessinateur et coloriste de bande dessinée né le 24 septembre 1966 à Château-du-Loir.
Sourd, il parvient à acquérir la langue orale, en même temps qu'il a appris la langue des signes française, au cours de ses années d'éducation en écoles spécialisées pour sourds et à suivre des études secondaires.

## Biographie
Franck Picard fréquente l'école régionale des beaux-arts de Rouen, avant de monter à Paris, en 1986, où il entre à l'école nationale supérieure des arts appliqués et des métiers d'art dans laquelle il obtiendra un BTS en architecture d'intérieur en 1989. Il suit parallèlement l'école nationale supérieure des beaux-arts et l'atelier de bande dessinée de l'école supérieure des arts appliqués Duperré.

## Carrière
Sous le pseudonyme de Francard, en pleines études, il assiste Kkrist Mirror pour l'animation d'un atelier de bande dessinée au Forum des Halles entre 1988 et 1989. En 1990 au salon d'Angoulême, où il expose quelques planches, il rencontre Patrick Giordano qui lui propose de dessiner Jeepster dont le premier album sortira en 1992 chez Dargaud.